# Sozialdemokratische Huntschak-Partei
Die Sozialdemokratische Huntschak-Partei (armenisch Սոցեալ Դեմոկրատ Հնչակեան Կուսակցութիւն Sozjal Demokrat Hentschakjan Kusakzutjun, abgekürzt ՍԴՀԿ bzw. SDHK, arabisch حزب الهنشاق الديمقراطي الاجتماعي Hizb al-Hanschaq ad-dimuqrati al-idschtima'i, französisch Parti social-démocrate Hentchak, deutsch auch kurz „Huntschaken“ oder „Hentschaken“) ist die zweitälteste armenische politische Partei (nach der 1885 gegründeten Armenakan) und war die erste sozialistische Partei im Osmanischen Reich und in Persien. Sie ist neben der Demokratisch-Liberalen Partei („Armenakan“) und der Armenischen Revolutionären Föderation („Dachnakzutjun“ oder „Daschnaken“) eine der drei großen westarmenischen Parteien.

## Geschichte

### Im späten 19. und frühen 20. Jahrhundert
Sie wurde im Jahre 1887 von einer Gruppe aus Studenten der Universität Genf in der Schweiz gegründet. Sie hatte zunächst den Charakter einer Geheimgesellschaft. Ihr Anführer war Avetis Nazarbekian. Ziel der Gruppierung war, die armenischen Provinzen aus dem osmanischen Reich herauszulösen und einen unabhängigen armenischen Staat zu schaffen, der zu einer künftigen sozialistischen Welt gehören sollte. Obwohl marxistisch ausgerichtet, wurde auch der Gebrauch terroristischer Mittel befürwortet, um ihr Ziel zu erreichen. Als gangbare Methoden erwählte die Gruppe „Propaganda, Agitation, Terror, Organisation und Bauern- und Arbeiteraktionen“. Sie plante nicht nur Attentate auf osmanische Würdenträger, sondern auch auf Armenier, die mit der osmanischen Regierung kooperierten und daher als „Spione und Verräter“ angesehen wurden. Die Partei hatte zunächst keinen offiziellen Namen. Sie wurde nach dem Namen ihrer Zeitung bezeichnet, die Huntschak (oder Hntschak, armenisch für „Glocke“ oder „Fanfare“) hieß, und ab November 1887 in Genf erschien. Erst ab 1890 trat sie als „Revolutionäre Huntschak-Partei“ auf.
Am 27. Juli 1890 organisierten die Mitglieder Harutiun Jangülian, Mihran Damadian und Hampartsum Boyadjian die Kumkapı-Proteste in Istanbul. Der Zeytun-Widerstand 1896 und 1915 wurde ebenso wie der Widerstand von Şebinkarahisar von der Huntschak-Partei organisiert.
Viele Mitglieder der Partei wurden während des Völkermordes an den Armeniern getötet. Bekannt geworden ist unter anderem die Hinrichtung von 20 Aktivisten am 15. Juni 1915.
Prominente Mitglieder waren unter anderem Levon Larents, Smbat Biurat, Murat von Sivas und Antranik Pascha.

### Im späten 20. und frühen 21. Jahrhundert
Nach der Unabhängigkeit Armeniens von der Sowjetunion konnte sich die Partei wieder offiziell in Armenien registrieren, was sie 1991 tat. Noch in den 1990ern musste die Publikation der parteinahen Zeitung „Huntschak Hajastani“ wegen finanzieller Probleme wieder eingestellt werden. Die Partei suchte Mitte der 1990er Jahre die Kooperation mit der damals dominierenden Armenischen Allnationalen Bewegung und befürwortete die Regierungsführung durch Lewon Ter-Petrosjan. Später unterstützte sie Robert Kotscharjan, bis sich die Partei einer Allianz von 16 Parteien anschloss, um Kotscharjans Hauptrivalen Stepan Demirtschjan bei der Präsidentenwahl 2003 zu unterstützen, was innerparteilich umstritten war. In diesem Jahr trat der Parteivorsitzende George Hakobian zurück.
Außer in Armenien ist die Partei auch im Libanon aktiv, wo viele Armenier leben. Dort ist sie mit 2 Sitzen im Parlament vertreten.

## Abgeordnete in der armenischen Nationalversammlung (seit 1990)

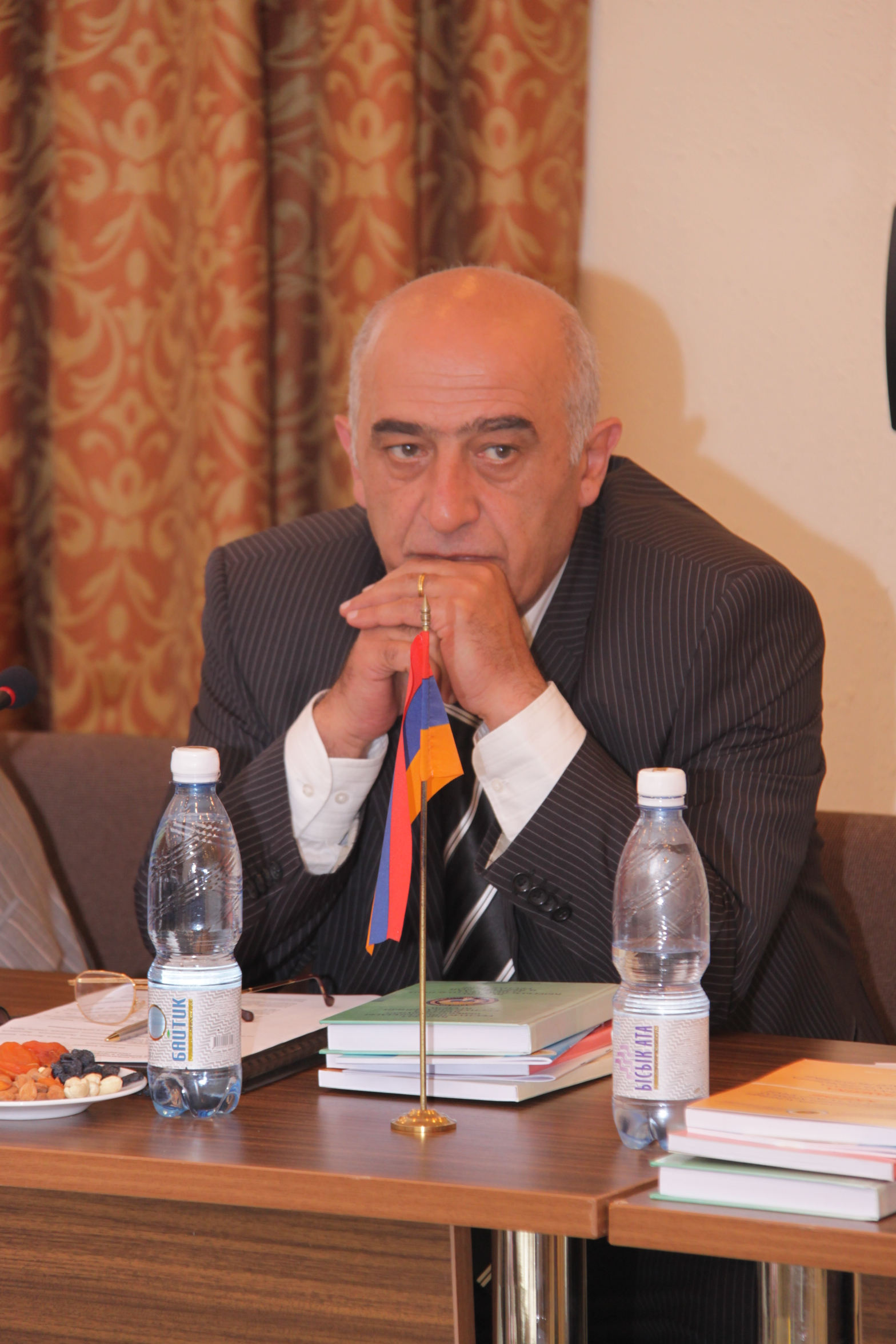
Ernest Soghomonjan (2009)

| - Norair Ischanjan (1990–1995) - Mechak Mchitarjan (1990–1995) - Rafael Melkonjan (1990–1995) | - Jeghia Natscharjan (1995–1999) - Ljudmila Sargsjan (2012–2017) - Ernest Soghomonjan (1995–1999, 2007–2012) |

Quelle: Webseite der Nationalversammlung